# Droogmansia tisserantii
Droogmansia tisserantii là một loài thực vật có hoa trong họ Đậu. Loài này được Sillans miêu tả khoa học đầu tiên.